# Cis nasicornis
Cis nasicornis es una especie de coleóptero de la familia Ciidae.

## Distribución geográfica
Habita en Colombia.